# 274
El año 274 (CCLXXIV) fue un año común comenzado en jueves del calendario juliano, en vigor en aquella fecha.
En el Imperio romano el año fue nombrado como el del consulado de Aureliano y Capitolino o, menos comúnmente, como el 1027 Ab urbe condita, siendo su denominación como 274 posterior, de la Edad Media, al establecerse el Anno Domini.

## Acontecimientos

### Imperio romano
- 25 de diciembre: el emperador romano Aureliano dedica un templo al dios Sol Invictus en el tercer día después del solsticio y el día del renacimiento del Sol. Esta religión, que es en esencia monoteísta, se convierte en la religión estatal de Roma.
- Reunificación completa del Imperio romano tras la conquista de Palmira (272) y del Imperio gálico, que aún controlaba Britania y Galia. El Imperio Galo (la Galia y Britania) es reconquistado por Aureliano. Tropas del general Felix traídas de Egipto derrotaron el poderío de algunos generales fronterizos.
- Aureliano emprende una importante reforma del sistema monetario romano, implementando una nueva moneda, el Antoniniano XXI.
- Aureliano entra triunfalmente en Roma tras dos años intensos de campaña. En su triunfo expone a los usurpadores galos Tétrico I y Tétrico II y a la reina Zenobia de Palmira. En tan solo cuatro años, Aureliano reunificó al Imperio Romano.
- Aureliano recibe del senado su último y más importante título; Restitutor Orbis (Restaurador del Mundo).
- Pueblos germánicos se aprovechan de los ejércitos romanos destruidos del Rin. Ellos saquean y despueblan amplias áreas de la Galia, incluyendo París. La frontera del Rin se pierde durante 20 años. Los francos viven en la zona que actualmente es el sur de los Países Bajos, el norte de Bélgica y Renania de ahora en adelante.

### África
- El Reino de Aksum consigue gran prosperidad gracias a su control del comercio del mar Rojo.

## Fallecimientos
- 30 de diciembre: Félix I, papa